# Anekal
Anekal là một thị xã của huyện Bangalore Urban thuộc bang Karnataka, Ấn Độ.

## Địa lý
Anekal có vị trí 12°42′B 77°42′Đ / 12,7°B 77,7°Đ Nó có độ cao trung bình là 915 mét (3001 feet).

## Nhân khẩu
Theo điều tra dân số năm 2001 của Ấn Độ, Anekal có dân số 33.160 người. Phái nam chiếm 52% tổng số dân và phái nữ chiếm 48%. Anekal có tỷ lệ 67% biết đọc biết viết, cao hơn tỷ lệ trung bình toàn quốc là 59,5%: tỷ lệ cho phái nam là 73%, và tỷ lệ cho phái nữ là 61%. Tại Anekal, 12% dân số nhỏ hơn 6 tuổi.